# Turniej o Srebrny Kask 1997
Turniej o Srebrny Kask 1997 – rozegrany w sezonie 1997 turniej żużlowy z cyklu rozgrywek o „Srebrny Kask”, w którym mogli uczestniczyć zawodnicy do 21. roku życia. W rozegranym w Lesznie finale zwyciężył Rafał Dobrucki. Drugi był Rafał Okoniewski, a trzecie miejsce zajął Grzegorz Walasek.

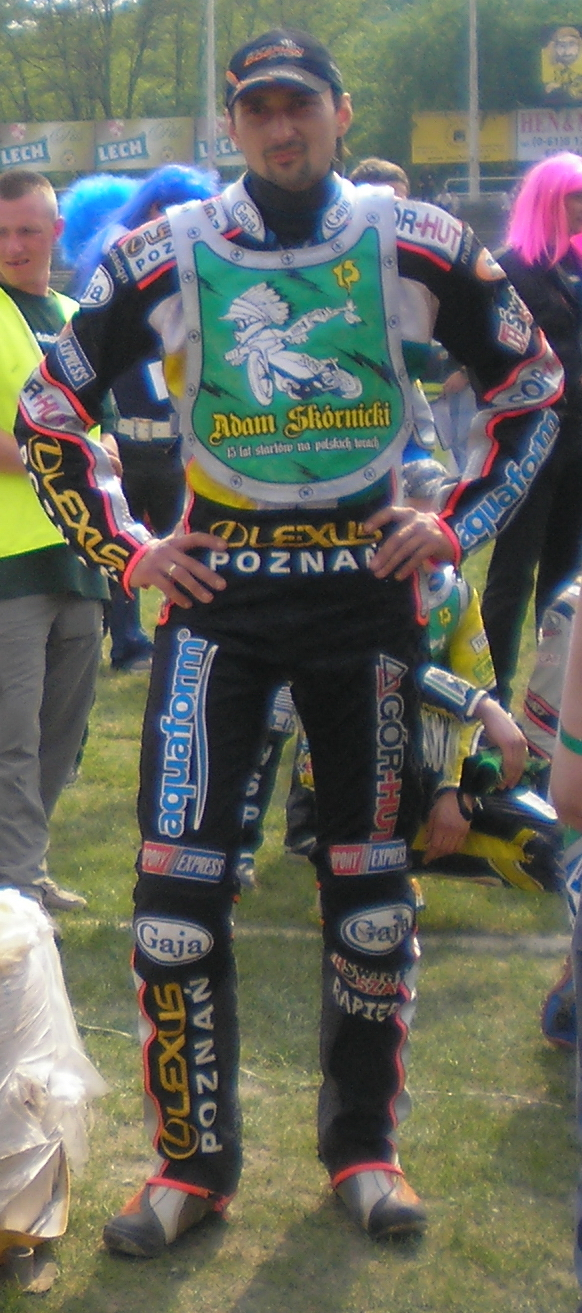
Rafał Dobrucki - zdobywca SK 1997

## Finał
- 10 września 1997 r. (środa), Leszno

| Msc. | Zawodnik                 | Klub                  | Pkt  |             |  |
| ---- | ------------------------ | --------------------- | ---- | ----------- |  |
| 1    | Rafał Dobrucki           | Polonia Piła          | 15   | (3,3,3,3,3) |  |
| 2    | Rafał Okoniewski         | Polonia Piła          | 13+3 | (2,3,2,3,3) |  |
| 3    | Grzegorz Walasek         | ZKŻ Zielona Góra      | 13+2 | (3,3,3,1,3) |  |
| 4    | Robert Dados             | GKM Grudziądz         | 12   | (3,2,3,2,2) |  |
| 5    | Andrzej Szymański        | Unia Leszno           | 11   | (1,2,2,3,3) |  |
| 6    | Grzegorz Kłopot          | ZKŻ Zielona Góra      | 8    | (2,1,3,0,2) |  |
| 7    | Robert Kościecha         | Apator Toruń          | 8    | (1,2,2,2,1) |  |
| 8    | Rafał Haj                | WTS Wrocław           | 7    | (1,1,1,2,2) |  |
| 9    | Tomasz Poprawski         | Polonia Bydgoszcz     | 5    | (1,0,1,3,0) |  |
| 10   | Artur Pietrzyk           | Włókniarz Częstochowa | 5    | (3,1,d,0,1) |  |
| 11   | Adam Skórnicki           | Unia Leszno           | 5    | (d,2,2,1,0) |  |
| 12   | Piotr Winiarz            | Stal Rzeszów          | 4    | (2,0,u,1,1) |  |
| 13   | Damian Baliński          | Unia Leszno           | 3    | (d,3,d,-,-) |  |
| 14   | Tomasz Piszcz            | LKŻ Lublin            | 3    | (2,d,1,0,0) |  |
| 15   | Paweł Staszek            | GKM Grudziądz         | 3    | (0,1,1,0,1) |  |
| 16   | Marceli Dubicki          | Wybrzeże Gdańsk       | 1    | (0,0,0,1,0) |  |
|      | rez. Krzysztof Jabłoński | Start Gniezno         | 2    | (2)         |  |
|      | rez. Paweł Łęcki         | Iskra Ostrów Wlkp.    | 2    | (2)         |  |
|      | Mariusz Węgrzyk          | WTS Wrocław           |      |             |  |